# Shanti Roney
Shanti Grau Roney es un actor sueco, más conocido por haber interpretado a Paul Hjelm en las películas y series de Arne Dahl.

## Biografía
Es hijo de Steve Roney y Anita Roney, tiene dos hermanas la periodista y presentadora sueca Marimba Roney y Nunu Roney.
Shanti está casado con Simone, la pareja tiene tres hijos: Luis, Ella y Elvin Roney.

## Carrera
Shanti apareció en el video musical "Time to Kill" de Sophie Zelmani, también apareció en "Skaffa hund" de Sveriges.
En 1997 se unió al elenco de la miniserie Hammarkullen, donde dio vida a Josef.
En 2002 apareció en el comercial de televisión Telia / Sonera.
En 2010 se unió al elenco de la serie Våra vänners liv, donde interpretó a Olle. En 2011 interpretó por primera vez al detective de la unidad especial "Grupo A" Paul Hjelm en la película Arne Dahl: Misterioso. La película forma parte de las películas de la franquicia "Arne Dahl". En 2012 actuó en la película Arne Dahl: Ont blod. Ese mismo año apareció en la primera miniserie de la franquicia, Arne Dahl: Upp till toppen av berget, seguida de Arne Dahl: De största vatten y Arne Dahl: Europa blues. En 2015 nuevamente interpretó a Paul, ahora detective y jefe de asuntos internos en las miniseries Arne Dahl: En midsommarnattsdröm, Arne Dahl: Dödsmässa, Arne Dahl: Mörkertal, Arne Dahl: Efterskalv y Arne Dahl: Himmelsöga.

## Filmografía

### Películas
| Año  | Título                     | Personaje       | Notas |
| ---- | -------------------------- | --------------- | --- |
| 2017 | Becker: Kungen av Tingsryd | Tomas           | junto a Sonja Richter, Torkel Petersson, Lars Ranthe y Nour El-Refai                                                    |
| 2016 | In the Dark Room           | Hermano         | corto - junto a Amanda Collin, Ulrik Wivel e Ida Cæcilie Rasmussen                                                      |
| 2017 | Gråzon                     | Jörgen          | corto - junto a Anastasios Soulis, Peter Eggers, Erik Bolin, Anki Larsson y Fredrik Wagner                              |
| 2013 | Nymphomaniac: Vol. II      | Intérprete      | junto a Stellan Skarsgård, Shia LaBeouf, Christian Slater, Jamie Bell, Uma Thurman y Willem Dafoe                       |
| 2012 | Arne Dahl: Ont blod        | Det. Paul Hjelm | junto a Matias Varela, Malin Arvidsson, Magnus Samuelsson, Claes Ljungmark, Niklas Åkerfelt, Irene Lindh y Filip Berg   |
| 2011 | Arne Dahl: Misterioso      | Det. Paul Hjelm | junto a Matias Varela, Malin Arvidsson, Magnus Samuelsson, Claes Ljungmark, Niklas Åkerfelt y Irene Lindh               |
| 2009 | Oldboys                    | Engberg         | junto a Kristian Halken, Robert Hansen, Laura Christensen, Rasmus Bjerg y Leif Sylvester                                |
| 2009 | Applaus                    | Tom             | junto a Paprika Steen, Michael Falch, Sara-Marie Maltha y Otto Leonardo Steen Rieks                                     |
| 2009 | Julia                      | Bruno           | corto - junto a Julia Dufvenius, Sverrir Gudnason, Gustav Deinoff, Anna-Karin Lindblad, Carina Nilsson y Eva Fritjofson |
| 2007 | En mand kommer hjem        | Kokken          | junto a Oliver Møller-Knauer, Ronja Mannov Olesen, Helene Reingaard Neumann y Thomas Bo Larsen                          |
| 2004 | Hotet                      | Klas            | junto a Maria Bonnevie, Stefan Sauk, Dejan Čukić, Axel Zuber y Peter Franzén                                            |
| 2000 | Tillsammans                | Klas            | junto a Lisa Lindgren, Michael Nyqvist, Ola Rapace, Emma Samuelsson, Sam Kessel y Gustaf Hammarsten                     |

### Series de televisión
| Año             | Título                               | Personaje               | Notas                                                            |
| --------------- | ------------------------------------ | ----------------------- | ---------------------------------------------------------------- |
| 2017 - presente | Hassel                               | Thomas Meyer            | -                                                                |
| 2015            | Arne Dahl: Himmelsöga                | Det. Paul Hjelm         | 2 episodios - miniserie                                          |
| 2015            | Arne Dahl: Efterskalv                | Det. Paul Hjelm         | 2 episodios - miniserie                                          |
| 2015            | Arne Dahl: Mörkertal                 | Det. Paul Hjelm         | 2 episodios - miniserie                                          |
| 2015            | Arne Dahl: Dödsmässa                 | Det. Paul Hjelm         | 2 episodios - miniserie                                          |
| 2015            | Arne Dahl: En midsommarnattsdröm     | Det. Paul Hjelm         | 2 episodios - miniserie                                          |
| 2012            | Arne Dahl: Europa blues              | Det. Paul Hjelm         | 2 episodios - miniserie                                          |
| 2012            | Arne Dahl: De största vatten         | Det. Paul Hjelm         | 2 episodios - miniserie                                          |
| 2012            | Arne Dahl: Upp till toppen av berget | Det. Paul Hjelm         | 2 episodios - miniserie                                          |
| 2011            | Alamaailma Trilogia: Lakimies        | Fjalar "Fjalle" Ulander | 3 episodios - miniserie                                          |
| 2010            | Våra vänners liv                     | Olle                    | 10 episodios                                                     |
| 2009            | Historietimen                        | -                       | -                                                                |
| 2009            | Wallander                            | Ralf                    | episodio "Tjuven"                                                |
| 2008            | Der Kommissar und das Meer           | Per Bovide              | episodio "Per Bovide"                                            |
| 2008            | Häxdansen                            | Peter Brandt            | 5 episodios - miniserie                                          |
| 2006            | Bota mig!                            | -                       | episodio "Det är aldrig för sent för en bra barndom" - miniserie |
| 2006            | Smagsdommerne                        | Løvborg                 | episodio # 3.8                                                   |
| 2005            | Ørnen: En krimi-odyssé               | Benjamin Stern          | 3 episodios                                                      |
| 2003            | Talismanen                           | Viktor                  | 2 episodios - miniserie                                          |
| 2002            | Tusenbröder                          | Niklas                  | 5 episodios                                                      |
| 2001            | Kaspar i Nudådalen                   | Berättare               | 21 episodios                                                     |
| 2001            | Beck                                 | Dag Sjöberg             | episodio "Hämndens pris"                                         |
| 2001            | En fot i graven                      | -                       | -                                                                |
| 1999            | Ett litet rött paket                 | Jesper Olsén            | episodio "Drömmen om Elin"                                       |
| 1998            | S:t Mikael: Traumaenheten            | Nilsson                 | episodio # 1.5                                                   |
| 1997            | Hammarkullen                         | Josef                   | 4 episodios - miniserie                                          |

### Teatro
| Año  | Obra                  | Personaje (es)                               | Director (a)    | Teatro                 | Notas                                                               |
| ---- | --------------------- | -------------------------------------------- | --------------- | ---------------------- | ------------------------------------------------------------------- |
| 2015 | Farmor och vår Herre  | Gabriel / Nathan                             | Hjalmar Bergman | Dramaten Teater        | -                                                                   |
| 2009 | Medealand             | Jason                                        | Ingela Olsson   | Stockholms stadsteater | junto a Noomi Rapace, Lena B Eriksson y Donald Högberg              |
| 2001 | Tio exempel på kärlek | Taxista/Estudiante/Político Dramaturgo/Noble | Eva Dahlman     | -                      | junto a Angela Kovacs                                               |
| 1999 | Skuggpojkarna         | Per                                          | Vibeke Bjelke   | -                      | junto a Michael Nyqvist, Göran Ragnerstam, Per Burell y Steve Kratz |
| 1998 | Personkrets 3:1       | Micke                                        | Lars Norén      | Royal Dramatic Theatre | junto a Melinda Kinnaman, Michael Nyqvist y Göran Ragnerstam        |

## Premios y nominaciones
| Año  | Categoría             | Premio          | Series/Películas | Resultado |
| ---- | --------------------- | --------------- | ---------------- | --------- |
| 2002 | Best Supporting Actor | Guldbagge Award | Beck             | Nominado  |
| 2000 | Best Supporting Actor | Guldbagge Award | Vägen ut         | Ganador   |